# Kabupaten Labuhan Batu Selatan
Kabupaten Labuhan Batu Selatan (indonesiska: Kabupaten Labuanbatu, engelska: South Labuhan Batu Regency) är ett kabupaten i Indonesien.   Det ligger i provinsen Sumatera Utara, i den västra delen av landet, 1 200 km nordväst om huvudstaden Jakarta. Antalet invånare är 286 173.